# Olympische Sommerspiele 1988/Bogenschießen – Einzel (Männer)
Der Einzelwettbewerb im Bogenschießen der Männer bei den Olympischen Sommerspielen 1988 in Seoul wurde vom 27. bis 30. September auf dem Hwarang Archery Field ausgetragen. 84 Athleten nahmen teil.

## Wettkampfformat
Im Gegensatz zu den vorherigen Austragungen wurde der Modus etwas verändert. So gab es dieses Mal fünf Runden, in denen immer wieder Athleten ausschieden.

### Vorrunde
In der Vorrunde schoss jeder Schütze eine FITA-Runde, bestehend aus 144 Pfeilen. Die Schützen mussten jeweils 36 Pfeile über jede der 4 Distanzen (70, 60, 50, 30 Meter) schießen. Die 24 besten Schützen qualifizierten sich für das Achtelfinale.

### Achtelfinale bis Finale
Fortan wurde in jeder Runde eine FITA-Runde geschossen, diese bestand aus 36 Pfeilen. Die Schützen mussten jeweils 9 Pfeile über jede der 4 Distanzen (70, 60, 50, 30 Meter) schießen.
Es qualifizierten sich für die nächsten Runde folgende Platzierungen:
- Achtelfinale: Platz 1 bis 24 für das Viertelfinale qualifiziert
- Viertelfinale: Platz 1 bis 12 für das Halbfinale qualifiziert
- Halbfinale: Platz 1 bis 8 für das Finale qualifiziert

## Ergebnisse
| Rang   | Athlet               | Nation             | 1. Runde | 1. Runde | Achtelfinale | Achtelfinale | Viertelfinale | Viertelfinale | Halbfinale | Halbfinale | Finale |
| Rang   | Athlet               | Nation             | Punkte   | Rang     | Punkte       | Rang         | Punkte        | Rang          | Punkte     | Rang       | Punkte |
| ------ | -------------------- | ------------------ | -------- | -------- | ------------ | ------------ | ------------- | ------------- | ---------- | ---------- | ------ |
| Gold   | Jay Barrs            | Vereinigte Staaten | 1294     | 3        | 313          | 13           | 326           | 4             | 334        | 2          | 338    |
| Silber | Park Sung-soo        | Südkorea           | 1303     | 2        | 322          | 4            | 324           | 5             | 329        | 4          | 336    |
| Bronze | Wladimir Jeschejew   | Sowjetunion        | 1304     | 1        | 313          | 14           | 320           | 9             | 328        | 5          | 335    |
| 4      | Chun In-soo          | Südkorea           | 1284     | 6        | 326          | 2            | 323           | 6             | 334        | 1          | 331    |
| 5      | Marinus Reniers      | Niederlande        | 1286     | 5        | 328          | 1            | 328           | 2             | 324        | 8          | 327    |
| 6      | Richard McKinney     | Vereinigte Staaten | 1288     | 4        | 321          | 6            | 327           | 3             | 332        | 3          | 324    |
| 7      | Pentti Vikström      | Finnland           | 1273     | 13       | 312          | 15           | 320           | 10            | 324        | 7          | 323    |
| 8      | Hiroshi Yamamoto     | Japan              | 1271     | 14       | 316          | 7            | 318           | 12            | 324        | 6          | 321    |
| 9      | Darrell Pace         | Vereinigte Staaten | 1257     | 19       | 306          | 18           | 329           | 1             | 322        | 9          | –      |
| 10     | Lee Han-sup          | Südkorea           | 1275     | 12       | 314          | 10           | 320           | 11            | 321        | 10         | –      |
| 11     | Tomi Poikolainen     | Finnland           | 1278     | 9        | 315          | 9            | 323           | 7             | 321        | 11         | –      |
| 12     | Detlef Kahlert       | BR Deutschland     | 1254     | 20       | 307          | 17           | 321           | 8             | 311        | 12         | –      |
| 13     | Ilario Di Buò        | Italien            | 1251     | 21       | 322          | 5            | 317           | 13            | –          | –          | –      |
| 14     | Takayoshi Matsushita | Japan              | 1266     | 15       | 311          | 16           | 316           | 14            | –          | –          | –      |
| 15     | Göran Bjerendal      | Schweden           | 1280     | 8        | 315          | 8            | 316           | 15            | –          | –          | –      |
| 16     | Simon Fairweather    | Australien         | 1276     | 11       | 322          | 3            | 316           | 16            | –          | –          | –      |
| 17     | Paul Vermeiren       | Belgien            | 1250     | 22       | 313          | 12           | 309           | 17            | –          | –          | –      |
| 18     | Leroy Watson         | Großbritannien     | 1248     | 24       | 314          | 11           | 304           | 18            | –          | –          | –      |
| 19     | Olivier Heck         | Frankreich         | 1277     | 10       | 306          | 19           | –             | –             | –          | –          | –      |
| 20     | Kostjantyn Schkolnyj | Sowjetunion        | 1250     | 23       | 304          | 20           | –             | –             | –          | –          | –      |
| 21     | Steven Hallard       | Großbritannien     | 1283     | 7        | 303          | 21           | –             | –             | –          | –          | –      |
| 22     | Vedat Erbay          | Türkei             | 1257     | 18       | 302          | 22           | –             | –             | –          | –          | –      |
| 23     | Henrik Kromann Toft  | Dänemark           | 1263     | 17       | 295          | 23           | –             | –             | –          | –          | –      |
| 24     | John McDonald        | Kanada             | 1263     | 16       | 292          | 24           | –             | –             | –          | –          | –      |
| 25     | Jan Jacobsen         | Dänemark           | 1248     | 25       | –            | –            | –             | –             | –          | –          | –      |
| 26     | Andrés Anchondo      | Mexiko             | 1248     | 26       | –            | –            | –             | –             | –          | –          | –      |
| 27     | Ismo Falck           | Finnland           | 1246     | 27       | –            | –            | –             | –             | –          | –          | –      |
| 28     | Andrea Parenti       | Italien            | 1245     | 28       | –            | –            | –             | –             | –          | –          | –      |
| 29     | Juri Leontjew        | Sowjetunion        | 1245     | 29       | –            | –            | –             | –             | –          | –          | –      |
| 30     | Mats Nordlander      | Schweden           | 1243     | 30       | –            | –            | –             | –             | –          | –          | –      |
| 31     | Hu Pei-wen           | Chinesisch Taipeh  | 1243     | 31       | –            | –            | –             | –             | –          | –          | –      |
| 32     | Antonio Vázquez      | Spanien            | 1239     | 32       | –            | –            | –             | –             | –          | –          | –      |
| 33     | Giancarlo Ferrari    | Italien            | 1237     | 33       | –            | –            | –             | –             | –          | –          | –      |
| 34     | Kerem Ersü           | Türkei             | 1237     | 34       | –            | –            | –             | –             | –          | –          | –      |
| 35     | Gert Bjerendal       | Schweden           | 1236     | 35       | –            | –            | –             | –             | –          | –          | –      |
| 36     | Sanjeev Singh        | Indien             | 1233     | 36       | –            | –            | –             | –             | –          | –          | –      |
| 37     | Thierry Venant       | Frankreich         | 1233     | 37       | –            | –            | –             | –             | –          | –          | –      |
| 38     | Omar Bustani         | Mexiko             | 1232     | 38       | –            | –            | –             | –             | –          | –          | –      |
| 39     | Limba Ram            | Indien             | 1232     | 39       | –            | –            | –             | –             | –          | –          | –      |
| 40     | Terushi Furuhashi    | Japan              | 1229     | 40       | –            | –            | –             | –             | –          | –          | –      |
| 41     | Christopher Blake    | Australien         | 1228     | 41       | –            | –            | –             | –             | –          | –          | –      |
| 42     | Yen Man-sung         | Chinesisch Taipeh  | 1227     | 42       | –            | –            | –             | –             | –          | –          | –      |
| 43     | Emilio Dutra e Melo  | Brasilien          | 1225     | 43       | –            | –            | –             | –             | –          | –          | –      |
| 44     | Patrick DeKoning     | Belgien            | 1225     | 44       | –            | –            | –             | –             | –          | –          | –      |
| 45     | Chiu Ping-kun        | Chinesisch Taipeh  | 1223     | 45       | –            | –            | –             | –             | –          | –          | –      |
| 46     | Duoji Qiuyun         | China              | 1220     | 46       | –            | –            | –             | –             | –          | –          | –      |
| 47     | Liang Qiuzhong       | China              | 1220     | 47       | –            | –            | –             | –             | –          | –          | –      |
| 48     | Safruddin Mawi       | Indonesien         | 1219     | 48       | –            | –            | –             | –             | –          | –          | –      |
| 49     | Adolfo González      | Mexiko             | 1215     | 49       | –            | –            | –             | –             | –          | –          | –      |
| 50     | Manuel Jiménez       | Spanien            | 1215     | 50       | –            | –            | –             | –             | –          | –          | –      |
| 51     | Daniel Desnoyers     | Kanada             | 1215     | 51       | –            | –            | –             | –             | –          | –          | –      |
| 52     | Juan Holgado         | Spanien            | 1210     | 52       | –            | –            | –             | –             | –          | –          | –      |
| 53     | Francis Notenboom    | Belgien            | 1209     | 53       | –            | –            | –             | –             | –          | –          | –      |
| 54     | Manfred Barth        | BR Deutschland     | 1206     | 54       | –            | –            | –             | –             | –          | –          | –      |
| 55     | Ru Guang             | China              | 1204     | 55       | –            | –            | –             | –             | –          | –          | –      |
| 56     | Ole Nielsen          | Dänemark           | 1203     | 56       | –            | –            | –             | –             | –          | –          | –      |
| 57     | Richard Priestman    | Großbritannien     | 1202     | 57       | –            | –            | –             | –             | –          | –          | –      |
| 58     | Denis Canuel         | Kanada             | 1201     | 58       | –            | –            | –             | –             | –          | –          | –      |
| 59     | Bernhard Schulkowski | BR Deutschland     | 1199     | 59       | –            | –            | –             | –             | –          | –          | –      |
| 60     | Paul Bamber          | Simbabwe           | 1197     | 60       | –            | –            | –             | –             | –          | –          | –      |
| 61     | İzzet Avcı           | Türkei             | 1192     | 61       | –            | –            | –             | –             | –          | –          | –      |
| 62     | Jorge Azevedo        | Brasilien          | 1191     | 62       | –            | –            | –             | –             | –          | –          | –      |
| 63     | Rodney Wagner        | Australien         | 1184     | 63       | –            | –            | –             | –             | –          | –          | –      |
| 64     | Claude Franclet      | Frankreich         | 1181     | 64       | –            | –            | –             | –             | –          | –          | –      |
| 65     | Gilles Cresto        | Monaco             | 1180     | 65       | –            | –            | –             | –             | –          | –          | –      |
| 66     | Carlos Reis          | Portugal           | 1176     | 66       | –            | –            | –             | –             | –          | –          | –      |
| 67     | Miguel Pedraza       | Puerto Rico        | 1172     | 67       | –            | –            | –             | –             | –          | –          | –      |
| 68     | Rowel Merto          | Philippinen        | 1162     | 68       | –            | –            | –             | –             | –          | –          | –      |
| 69     | Joseph Malone        | Irland             | 1162     | 69       | –            | –            | –             | –             | –          | –          | –      |
| 70     | Rui Santos           | Portugal           | 1160     | 70       | –            | –            | –             | –             | –          | –          | –      |
| 71     | Shyam Lal Meena      | Indien             | 1150     | 71       | –            | –            | –             | –             | –          | –          | –      |
| 72     | Alan Bryant          | Simbabwe           | 1149     | 72       | –            | –            | –             | –             | –          | –          | –      |
| 73     | Thinley Dorji        | Bhutan             | 1144     | 73       | –            | –            | –             | –             | –          | –          | –      |
| 74     | Noel Lynch           | Irland             | 1141     | 74       | –            | –            | –             | –             | –          | –          | –      |
| 75     | Claudio Pafundi      | Argentinien        | 1126     | 75       | –            | –            | –             | –             | –          | –          | –      |
| 76     | Pema Tshering        | Bhutan             | 1124     | 76       | –            | –            | –             | –             | –          | –          | –      |
| 77     | Fok Ming Shan        | Hongkong           | 1108     | 77       | –            | –            | –             | –             | –          | –          | –      |
| 78     | Wrex Tarr            | Simbabwe           | 1092     | 78       | –            | –            | –             | –             | –          | –          | –      |
| 79     | Lai Chi Hung         | Hongkong           | 1079     | 79       | –            | –            | –             | –             | –          | –          | –      |
| 80     | Jigme Tshering       | Bhutan             | 1070     | 80       | –            | –            | –             | –             | –          | –          | –      |
| 81     | Ángel Bello          | Argentinien        | 1017     | 81       | –            | –            | –             | –             | –          | –          | –      |
| 82     | Sameer Jawdat        | Saudi-Arabien      | 964      | 82       | –            | –            | –             | –             | –          | –          | –      |
| 83     | Adel al-Jabrin       | Saudi-Arabien      | 921      | 83       | –            | –            | –             | –             | –          | –          | –      |
| 84     | Derrick Tenai        | Salomonen          | 505      | 84       | –            | –            | –             | –             | –          | –          | –      |